# Opactwo cystersów Chiaravalle di Fiastra
Opactwo cystersów Chiaravalle di Fiastra (wł. Abbazia di Chiaravalle di Fiastra) – cysterski zespół klasztorny na terenie gmin Tolentino oraz Urbisaglia w prowincji Macerata w Marchii we Włoszech.
Opactwo znajduje się w dolinie rzeki Chienti. Uznawane jest za najważniejszy zabytek budownictwa monastycznego na terenie Marchii Ankońskiej. Odznaczając się stylem przejściowym, pomiędzy architekturą romańską i gotycką, jest świadectwem pełnego rozkwitu monastycyzmu cysterskiego pochodzenia lombardzkiego na terenie Marchii.

## Historia

### Fundacja i rozwój
Już w 971 w miejscu tym istniał niewielki kościół. Werner II von Lenzburg-Baden, książę Spoleto, właściciel gruntów pomiędzy rzekami Chienti i Fiastra, podarował w 1142 część terenów opatowi Bruno z opactwa Chiaravalle w Mediolanie. Jeszcze w tym samym roku do Marchii przybyli cystersi z Lombardii i rozpoczęli budowę nowego opactwa. Jako materiał budowlany posłużyły pozostałości ruin starożytnego miasta Urbs Salvia, zburzonego przez Wizygotów pod wodzą Alaryka w latach 408-409. Mnisi przeprowadzili też konieczne prace melioracyjne i karczowali lasy, by przygotować ziemię pod uprawę.
Zakonnicy podzielili teren należący do opactwa na sześć gospodarstw (wł. grange). Z biegiem lat gospodarstwa te, dzięki doskonałej organizacji i pracowitości braci laików, stały się znacznymi centrami gospodarczymi, zyskując niejednokrotnie znaczną autonomię. Wraz z podniesieniem poziomu rolnictwa i wzrostem świadomości religijnej okolicznej ludności, zabiegi cystersów przyczyniły się do zgromadzenia sporego kapitału. W związku z tym wzrosło również znaczenie polityczne opactwa w regionie. Stało się ono centrum administracyjnym i stale powiększało zasięg swego terytorium. W XIII wieku wspólnota była w pełni rozkwitu, skupiając przy wspólnym ołtarzu i stole około 200 mnichów. Pod jurysdykcją opata znajdowały się 33 kościoły i klasztory, co stanowiło prawie całość terytorium zależnego od Maceraty. Wpływy opactwa sięgały aż do położonej nad brzegiem Adriatyku Numany. Cystersi byli obecni na miejscowych targach miejskich, nie szczędząc zabiegów, by włączyć się w takie dziedziny gospodarczej i społecznej aktywności jak: żegluga, handel, bankowość czy krzewienie kultury. Jeśli chodzi o tę ostatnią, to ogromną rolę odegrało lokalne scriptorium. O jego działalności świadczą 3194 pergaminy, tzw. Carte Fiastrensi, znajdujące się w archiwum państwowym w Rzymie.

### Ku czasom współczesnym
Seria ataków w wiekach XIV i XV spowodowała stopniowy upadek i opustoszenie klasztoru. W 1381 opactwo najechały i złupiły wojska Johna Hawkwooda, zaś w 1422 żołnierze Braccio da Montone. Podczas najazdu w 1422 zginęło wielu cystersów. Zburzono sklepienie kościoła i wieżę. W 1456 zarząd opactwem powierzono opatowi komendatoryjnemu Rodrigowi Borgia (przyszły papież Aleksander VI. Ostatnim opatem komendatoryjnym był Francesco Sforza. W 1581 Grzegorz XIII ofiarował opactwo i zależne od niego ziemie jezuitom. W 1613 ostatni cystersi rezydujący w opactwie zostają przyłączeni do kongregacji rzymskiej i odesłani do Rzymu. Po kasacie jezuitów w 1773 opactwo znalazło się w rękach markizów Bandinich z Camerino.
Po śmierci markiza Sigismondo Giustiniani-Bandiniego w 1918 utworzono fundację, która 18 czerwca 1984 wraz z władzami Marchii podjęły decyzję o założeniu parku krajobrazowego (wł. Riserva naturale dell'Abbadia di Fiastra). Władze państwowe uznały go 10 grudnia 1985. W lutym 1987 park zyskał patronat włoskiego World Wildlife Fund.